# Tartan
|  | No s'ha de confondre amb tartà. |

El tartan (de l'arameu ܬܵܪܬܵܢ tartan, en hebreu תַּרְתָּן; en grec Θαρθαν; en llatí tharthan) era el comandant en cap de l'exèrcit assiri. A la Bíblia, el rei assiri envia un tartan amb dos funcionaris per lliurar un missatge d'amenaça a Jerusalem, i Sargon II, rei d'Assíria, envia un tartan anomenat Ashod.
A Assíria, el tartan anava al costat del rei. El càrrec sembla que es duplicà, i havia el 'tartan dret' (tartanu imni), així com un "tartan de l'esquerra" (tartanu shumeli). En els últims temps, el títol esdevingué territorial, llegim d'un tartan de 'Kummuh' (Commagena). El títol també s'aplica als comandants dels exèrcits estrangers, de manera que Sargon parla de la Tartan Musurai, o “Tartan egipci”. El tartan de 720 aC es deia Ashur-iska-danin; en 694 aC Abdai, i al 686 aC Bel-emuran. No sembla haver estat en ús entre els babilonis amb els quals els assiris estaven estretament relacionats.